# Psaní na stroji

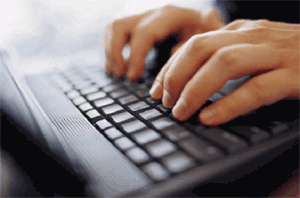
Psaní na stroji

Psaní na stroji (starší název daktylografie) je proces zadávání znaků do psacího stroje, fakturovacího a účtovacího stroje, dálnopisu, organizačního automatu, počítače nebo jiného zařízení, které využívá ke vkládání vstupních údajů klávesnici, optimálně se standardizovaným rozložením kláves podle technické normy.
Profesionální způsob psaní na klávesnici psacího stroje využívající desetiprstovou hmatovou metodu závisí na druhu tohoto stroje. Jiný je při psaní na mechanickém psacím stroji, jiný při psaní na elektromechanickém psacím stroji. Při psaní na elektronickém psacím stroji
odpovídá způsobu psaní na klávesnici počítače.
Psaní na psacím stroji se vyučovalo na středních školách. Dnes se na středních i na základních školách vyučuje psaní na klávesnici počítače.
Text psaný na psacím stroji se nazývá strojopis.

## Rychlost psaní na stroji
Úhoz je jednotka pro měření rychlosti a přesnosti psaní textu na klávesnici počítače (dříve psacího stroje). Počet úhozů vyjadřuje minimální počet stisků kláves nutných pro napsání daného textu.

### Počítání úhozů
Počet úhozů neodpovídá přesně počtu písmen textu, neboť pro generování některých znaků je potřeba více stisků, takže se počítají za více úhozů.
Na české klávesnici se za 1 úhoz počítá:
- napsaný znak první úrovně (malá písmena bez diakritiky, přímo dostupná písmena s diakritikou, například ě, š, č, ř, a další přímo dostupné znaky – §, = atd.)
- mezera (včetně mezery na konci řádku),
- zařádkování,
- velké písmeno mezi jinými velkými písmeny.

Za 2 úhozy se počítá:
- napsaný znak druhé úrovně (znak psaný pomocí ⇧ Shift – velká písmena bez diakritiky při samostatném výskytu, číslice atd.),
- malé o s čárkou (ostatní malá česká písmena s čárkou jsou dostupná přímo, bez nutnosti použití mrtvé klávesy, počítají se tedy za jeden úhoz).

Za 3 úhozy se počítá:
- velké písmeno s čárkou,
- písmena ď, ť, ň (ostatní malá česká písmena s háčkem jsou dostupná přímo, proto se počítají za jeden úhoz).

Za 4 úhozy se počítá:
- velké písmeno s háčkem při samostatném výskytu.

Některá slova lze napsat různým počtem stisků kláves. Například zkratku OSN lze napsat střídavým stisknutím shiftů a příslušného písmene (šest úhozů) nebo stisknutím Caps Locku s následným tisknutím jednotlivých písmen (pět úhozů). Vždy se však započítá jednodušší varianta, tedy s nižším počtem úhozů.

### Vyhodnocení rychlosti a přesnosti
Rychlost psaní se uvádí v počtech čistých úhozů za minutu. Počet čistých úhozů se zjistí, odečte-li se od počtu hrubých úhozů (všech napsaných úhozů) počet chyb vynásobený penalizačním koeficientem (pro běžné psaní se používá 10, pro soutěže 50) a výsledek se dělí dobou psaní v minutách. Ve výsledku je tak zohledněn i počet neopravených chyb.
Přesnost psaní se uvádí v procentech (počet chyb se vynásobí stem a dělí se počtem hrubých úhozů). Je-li přesnost menší než 99,5 %, tedy vypočtená chybovost je větší než 0,5 % (více než pět chyb na tisíc hrubých úhozů), je považována za nedostatečnou. 
Při celkovém hodnocení je vždy upřednostňována přesnost před rychlostí psaní.
Hodnocení rychlosti a přesnosti psaní se využívá zvláště v případě ovládání klávesnice hmatovou metodou.